# Pauli Øssursson Mohr
Pauli Øssursson Mohr, född 12 oktober 1991 i Fuglafjørður, är en färöisk simmare som tävlar för den färöiska simklubben Havnar Svimjifelag. 

## Karriär
Øssursson Mohr var, som en av två färingar (tillsammans med Pál Joensen), uttagen att åka till sim-EM 2010 i Budapest. Han deltog i grenarna 50 meter fjärilsim, 100 meter frisim och 50 meter bröstsim. Där slog han sina personliga rekord i samtliga grenar som han deltog i och satte ett nytt färöiskt rekord på 50 meter bröstsim med tiden 31,39. Detta innebar en klar förbättring av det tidigare rekordet, som hölls av Dánjal Martin Hofgaard på tiden 32,36.